# 穆罕默德三世 (格拉納達)
穆罕默德三世（阿拉伯语：‎，1257年8月15日—1314年1月21日）是穆罕默德二世之子，格拉納達酋長國的第三任統治者。
穆罕默德三世於1302年繼承父親的王位。他繼續與卡斯蒂利亞王國的戰爭，爭奪直布羅陀海峽的控制權。1309年直布羅陀陷落，他也在那年被異母弟奈斯爾篡位。他在1314年去世。